# Dolichomitus imperator
Espèce
Dolichomitus imperator est une espèce d'insectes hyménoptères de la famille des Ichneumonidae.

## Synonyme
- Dolichomitus manifestator auct.[1]